# Бело (район)
Бе́ло (індонез. Belo) — один з 18 районів округу Біма провінції Західна Південно-Східна Нуса у складі Індонезії. Розташований у центральній частині. Адміністративний центр — село Нгалі.
Населення — 25406 осіб (2013; 25260 в 2012, 24940 в 2010).

## Адміністративний поділ
До складу району входять 8 сіл:
| Населений пункт | Населення, осіб (2010) |
| --------------- | ---------------------- |
| Лідо, село      | 1702                   |
| Нгалі, село     | 6052                   |
| Нчера, село     | 3656                   |
| Ренда, село     | 5307                   |
| Рока, село      | 1608                   |
| Рунггу, село    | 1985                   |
| Сокі, село      | 1568                   |
| Ченггу, село    | 3062                   |